# Charles Wentworth Dilke (1789–1864)
Charles Wentworth Dilke, född 1789, död 1864, var en engelsk litteraturhistoriker och tidningsman, far till sir Charles Dilke.
Dilke utgav 1814-16 en fortsättning av Dodsleys Old plays, var sedan medarbetare i tidskrifter, bland andra Retrospective review, och stod i nära beröring med flera samtida författare, såsom Keats, Leigh Hunt och Hood. 
1830 övertog han ledningen av Athenaeum, som han upparbetade till en av Englands förnämsta tidskrifter, och var  1846-48 redaktör för Daily news, som börjats av Charles Dickens. 
Sedermera sysslade han med litteraturhistoriska studier, särskilt rörande Popes diktning och Juniusbreven. Hans skrifter utgavs 1875 under titeln Papers of a critic av hans sonson sir Charles Dilke, som försett dem med en biografisk inledning.